# NMS Regele Ferdinand
Le NMS Regele Ferdinand était le navire de tête de la classe de deux destroyers construits en Italie pour la marine militaire roumaine à la fin des années 1920. Après l'invasion de l'Union soviétique par l'Axe le 22 juin 1941 (Opération Barbarossa), le navire fut limité à des fonctions d'escorteur dans la moitié ouest de la mer Noire pendant la guerre par la puissante flotte soviétique de la mer Noire qui dépassait largement les forces navales de l'Axe dans cette zone. Le navire avait coulé deux sous-marins soviétiques au début de la guerre. 
Au début de 1944, les Soviétiques ont encerclé le port de Sébastopol sur la Péninsule de Crimée. Regele Ferdinand a couvert les convois évacuant les troupes de l'Axe de Sébastopol et a été gravement endommagé en mai lorsqu'il évacuait des troupes. Plus tard dans l'année, après le coup d'État de 1944 en Roumanie, les Soviétiques ont saisi les navires roumains et les ont incorporés dans la marine soviétique. Renommé Likhoy, le navire a servi jusqu'à ce qu'il soit rayé de la liste de la marine en 1951. Il a été rendu à la République socialiste de Roumanie qui l'a rebaptisé D21 en 1952. Le navire a été abandonné en 1961 et mis au rebut par la suite.

## Contexte
Après la fin de la Première Guerre mondiale et le rachat de deux croiseurs de classe Aquila en Italie, le gouvernement roumain a décidé de commander également deux destroyers modernes au Pattison Yard en Italie, dans le cadre du programme naval de 1927. Sa conception était basée sur le Thornycroft type destroyer leader de la classe Shakespeare, mais différait par la disposition de leurs machines de propulsion. Les armes ont été importées de Suède et le système de contrôle de tir d'Allemagne. Quatre destroyers devaient être commandés, mais seulement deux ont été effectivement construits.

## Caractéristiques techniques
Les navires de la classe Regele Ferdinand étaient propulsés par deux turbines à vapeur à engrenages Parsons, chacune entraînant une seule hélice, utilisant la vapeur fournie par quatre chaudières Thornycroft. Les turbines ont été conçues pour produire 52 000 chevaux-vapeur (39 000 kW) pour une vitesse de 37 nœuds (69 km/h) (bien que Regele Ferdinand atteigne 38 nœuds (70 km/h) lors de leurs essais en mer). Ils pouvaient transporter 490 tonnes de mazout, ce qui leur donnait une autonomie de 3 000 milles marins (5 600 km) à une vitesse de 15 nœuds (28 km/h).
L'armement principal des navires de la classe Regele Ferdinand se composait de cinq canons de calibre 50 Bofors de 120 millimètres en monture simple, de deux tourelles superposées à l'avant et à l'arrière de la superstructure et d'un canon à l'arrière. Pour la défense antiaérienne, ils étaient équipés d'un canon anti-aérien Bofors de 76 millimètres entre les cheminées et d'une paire de canons anti-aériens de 40 millimètres. Les navires étaient équipés de deux supports triples pour tubes lance-torpilles de 533 millimètres (21 pouces) et pouvaient transporter 50 mines et 40 charges de profondeur. Ils étaient équipés d'un système de contrôle de tir Siemens qui comprenait une paire de télémètres, un pour les canons avant et arrière.

### Modifications
Les canons de 40 millimètres ont été remplacés par deux canons AA allemands de 37 mm et une paire de mitrailleuse Hotchkiss de 13,2 mm modèle 1929 française ont été ajoutés en 1939. Deux lanceurs de charge de profondeur italiens ont été installés plus tard. Pendant la Seconde Guerre mondiale, le canon de 76 millimètres a été remplacé par quatre canons AA de 20 millimètres. En 1943, les deux navires sont équipés d'un sonar allemand « S-Gerät ». L'année suivante, le canon supérieur avant de 120 millimètres a été remplacé par un canon de 88 mm anti-aérien allemand. Les canons allemands de 88 millimètres en service roumain ont eux-mêmes été modifiés en étant équipés de chemises de canon produites en Roumanie. 

## Construction et carrière
Regele Ferdinand, nommé d'après le roi Ferdinand I de Roumanie, a été commandé le 13 novembre 1926 et a été établi par Pattison en juin 1927 à leur chantier naval à Naples, en Italie. Il a été lancé le 2 décembre 1928 et mis en service le 7 septembre 1930 après son arrivée en Roumanie. Le navire a été affecté à l'Escadron de destroyers, qui a été visité par le roi Carol II de Roumanie et le premier ministre, Nicolae Iorga, le 27 mai 1931. 

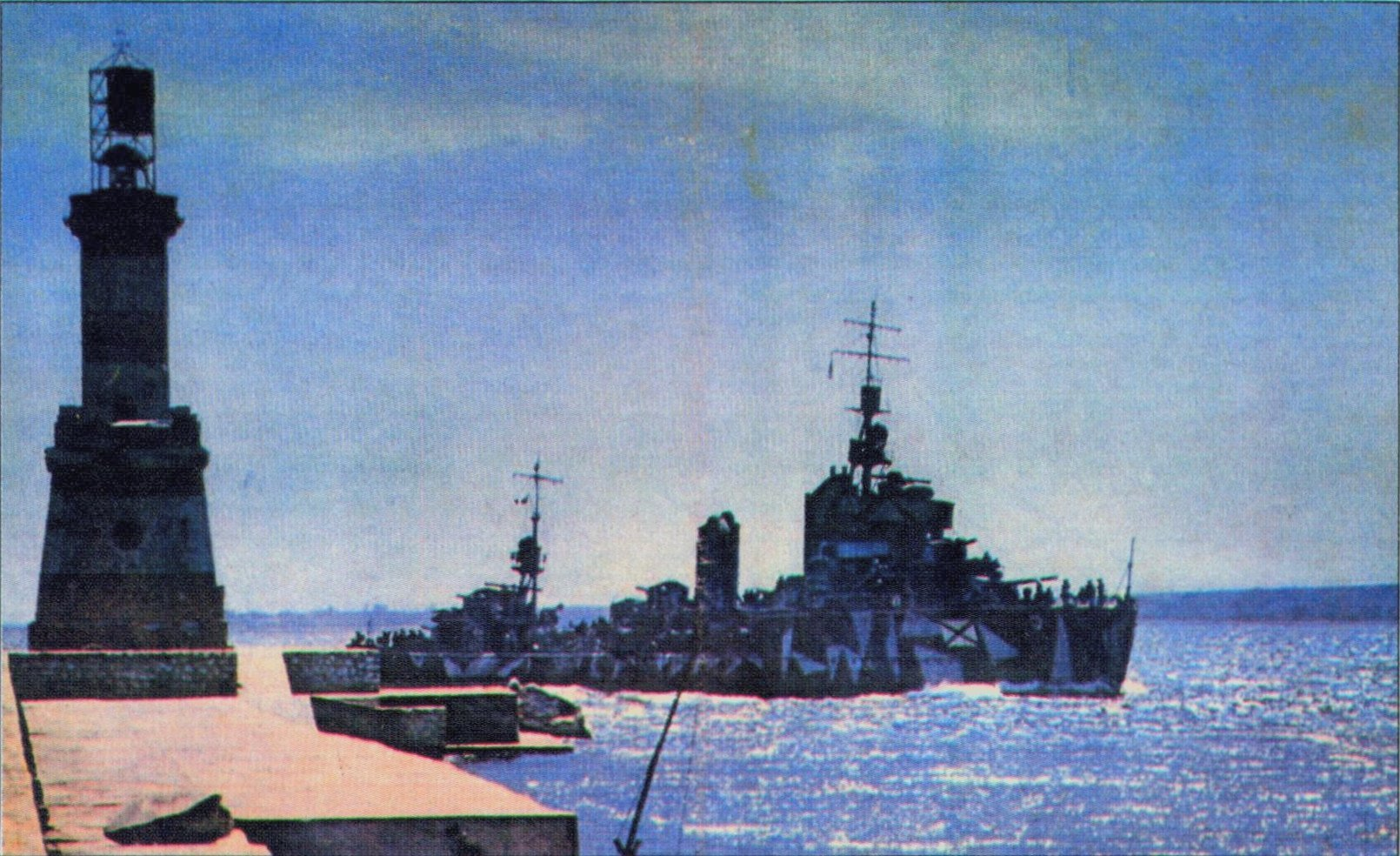
Regele Ferdinand en tenue de camouflage.

Dépassés en nombre par rapport à la flotte de la mer Noire, les navires roumains sont restés derrière les champs de mines pour défendre Constanța pendant plusieurs mois après le début de l'opération Barbarossa le 22 juin 1941, et aux opérations d'escorte de convois. À partir du 5 octobre, les Roumains ont commencé à poser des champs de mines pour défendre la route entre le Bosphore et Constanța ; les mouilleurs de mines étaient protégés par les destroyers. Après le siège d'Odessa, le 16 octobre, ils ont commencé à déminer les mines soviétiques défendant le port et à poser leurs propres champs de mines protégeant la route entre Constanța et Odessa. Le 1er décembre, Regele Ferdinand et Regina Maria et le leader de flottille Mărăști escortaient un convoi à Odessa quand un sous-marin a attaqué sans succès le convoi. Il a été rapidement repéré et a été chargé en profondeur par Regele Ferdinand et Regina Maria, cet dernier réclamant sa perte. Les archives soviétiques ne reconnaissent aucune perte à cette date. Les deux navires ont escorté un autre convoi à Odessa du 16 au 17 décembre, le dernier avant que la glace ne ferme le port. Alors que le convoi passait Jibrieni, Regele Ferdinand a repéré le périscope d' un sous-marin et a chargé le sous-marin après avoir échappé à une paire de torpilles. Le navire a signalé avoir repéré des débris et une nappe de pétrole ; il a peut-être coulé M-59 (Bataille de Jibrieni). 
Au cours de l'hiver 1941–1942, les destroyers roumains étaient principalement occupés à escorter des convois entre le Bosphore et Constanța. Les nuits du 22/23 et du 24/25 juin, Regele Ferdinand, Regina Maria et le leader de flottille Mărășești ont couvert la pose de champs de mines défensifs au large d'Odessa. Après la capitulation de Sébastopol le 4 juillet, une route directe entre le port et Constanța a été ouverte en octobre et exploitée toute l'année. Le 14 octobre, Regele Ferdinand est attaqué et raté par le sous-marin M-32. Le sous-marin Shch-207 a attaqué sans succès Regele Ferdinand et Mărăști quand ils escortaient un convoi de deux pétroliers italiens au large du Bosphore ; ils ont chargé le sous-marin en profondeur, mais il a survécu. Le 14 novembre le pétrolier allemand SS Ossag a été torpillé à l'entrée du Bosphore par le sous-marin L-23 alors qu'il était escorté par les deux destroyers.
Regele Ferdinand et Mărășești ont escorté le mouilleur de mines Amiral Murgescu alors qu'il posait un champ de mines au large des abords du port de Sébastopol dans la nuit du 13 au 14 septembre 1943. Deux jours plus tard, Regele Ferdinand a attaqué un sous-marin, peut-être Shch-207, et a affirmé l'avoir coulé. Les sources soviétiques ne reconnaissent aucun sous-marin perdu ce jour-là. Le sous-marin S-33 a fait une attaque infructueuse au large d'Eupatoria sur un navire escorté par Regele Ferdinand tôt le matin du 22 septembre. Dans la nuit du 9 au 10 novembre, les deux destroyers ont escorté des mouilleurs de mines lors d'une pose d'un champ de mines au large de Sébastopol. Le champ de mines a été agrandi entre le 14 et le 16 novembre, Regele Ferdinand et Mărășești recouvrant les couches de mines. [17][Quoi ?]

Regele Ferdinand en route pour Sébastopol, 1944.

Les attaques soviétiques réussies au début de 1944 ont coupé la connexion terrestre de la Crimée avec le reste de l'Ukraine et ont nécessité son approvisionnement par voie maritime. Début avril, une autre offensive a occupé la plus grande partie de la péninsule et a encerclé Sébastopol. Les Roumains ont commencé à évacuer la ville le 14 avril, leurs destroyers couvrant les convois de troupes. Quatre jours plus tard, le cargo SS Alba Julia a été attaqué en vain par les sous-marins L-6 et L-4 (en). Peu de temps après que ce dernier sous-marin ait manqué avec sa paire de torpilles, le cargo a été bombardé et incendié par des avions soviétiques. D'autres navires ont sauvé ses passagers et son équipage après avoir abandonné le navire, mais les destroyers ont été dépêchés pour voir s'ils pouvaient le récupérer. Ils ont envoyé un équipage réduit à bord pour faire fonctionner ses pompes et le stabiliser avant qu'une paire de remorqueurs n'arrive le lendemain matin pour la remorquer à Constanța. 
Adolf Hitler a suspendu l'évacuation le 27 avril, mais a cédé le 8 mai après que de nouvelles attaques soviétiques aient mis en danger les forces de l'Axe à Sébastopol alors qu'elles se trouvaient à portée d'artillerie du port. Regele Ferdinand est arrivé au port de Sébastopol au petit matin du 11 mai et a chargé des troupes avant de repartir plus tard dans la matinée. Les attaques aériennes soviétiques ont commencé à 6 h 0 et ont duré jusqu'à 10 h 30. Les troupes sur le pont et ses artilleurs anti-aériens ont le plus souffert du mitraillage par des avions et des éclats de bombes, mais une bombe a frappé le pont et tué deux officiers. D'autres coups ont déclenché de petits incendies, mais le plus gros problème était une bombe non explosée qui a percé le réservoir d'huile, provoquant une fuite importante. À 9 h 30, il fut engagé par l'artillerie côtière soviétique, mais y répondit avec son contre-tir. Environ une heure plus tard, son capitaine a demandé l'aide par radio, peu de temps avant que les attaques finales ne détruisent sa salle radio et endommagent ses conduites de carburant tribord. Le navire a manqué de carburant tôt le lendemain matin et a dû être remorqué sur une courte distance jusqu'à Constanța. Regele Ferdinand a été endommagé pendant une frappe aérienne soviétique sur Constanța le 20 août avec 47 hommes tués. 

## Fin de carrière
Après le Coup d'État de 1944 en Roumanie du roi Michel Ier le 23 août, la Roumanie a déclaré la guerre aux puissances de l’Axe. Regele Ferdinand est resté dans le port jusqu'à ce qu'il soit saisi par les Soviétiques le 5 septembre avec le reste de la marine roumaine. Avant d'être renommé Likhoy le 20 octobre, le navire a été mis en service dans la marine soviétique le 14 septembre dans le cadre de la flotte de la mer Noire, avec Regina Maria. Il a été rayé de la liste de la marine le 3 juillet 1951 après avoir été renvoyé en Roumanie]. Les deux destroyers ont rejoint Mărăști et Mărășești quand ils ont été affectés à l'escadron de destroyers à leur retour. Regele Ferdinand a été rebaptisé 'D21 lorsque les destroyers roumains ont reçu des numéros lorsque la « Division Destroyer » a été redésignée comme la « 418e Division de Destroyer » en 1952. Le navire a continué à servir jusqu'en avril 1961, quand il a été mis au rebut et par la suite mis au rebut.[9][Quoi ?]